# ヴャジマ

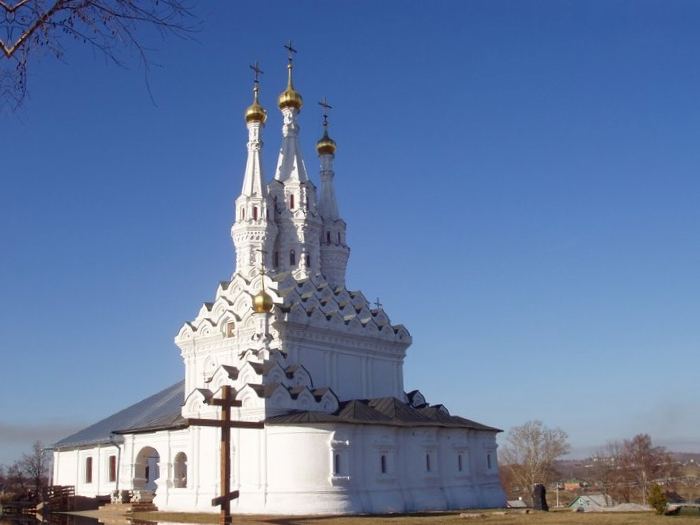
イヴァン修道院にある「オディギトリアの生神女聖堂」（Hodegetria church）は3つの尖塔のある聖堂としては3本の指に入る大きさのもの。もう2つはウグリチとモスクワに存在する

ヴャジマ（ロシア語: Вя́зьма, Vyazma, ポーランド語：Wiaźma）は、ロシアのスモレンスク州にある都市。人口は5万1950人（2021年）。ドニエプル川の支流ヴャジマ川沿いにあり、スモレンスクとモジャイスクの中間地点にある。西からモスクワへ向かう侵略軍に対する防衛戦が何度もこの街で戦われた。

## 歴史
ヴャジマの名は年代記の1239年の条に初出するが、それ以前から集落があったものと考えられる。当時、ヴャジマはリューリク朝スモレンスク公国の傍系の所領（ヴャジマ公国）であった。1403年、ヴャジマ公はリトアニア大公国に追われてモスクワへ逃げ、以後モスクワ大公国で貴族ヴャゼムスキー家となった。その有名な子孫にはプーシキンの親友で自身も詩人であったピョートル・ヴャゼムスキー公爵や、フランスの女優・小説家で一時ジャン＝リュック・ゴダールとも結婚していたアンヌ・ヴィアゼムスキーがいる。

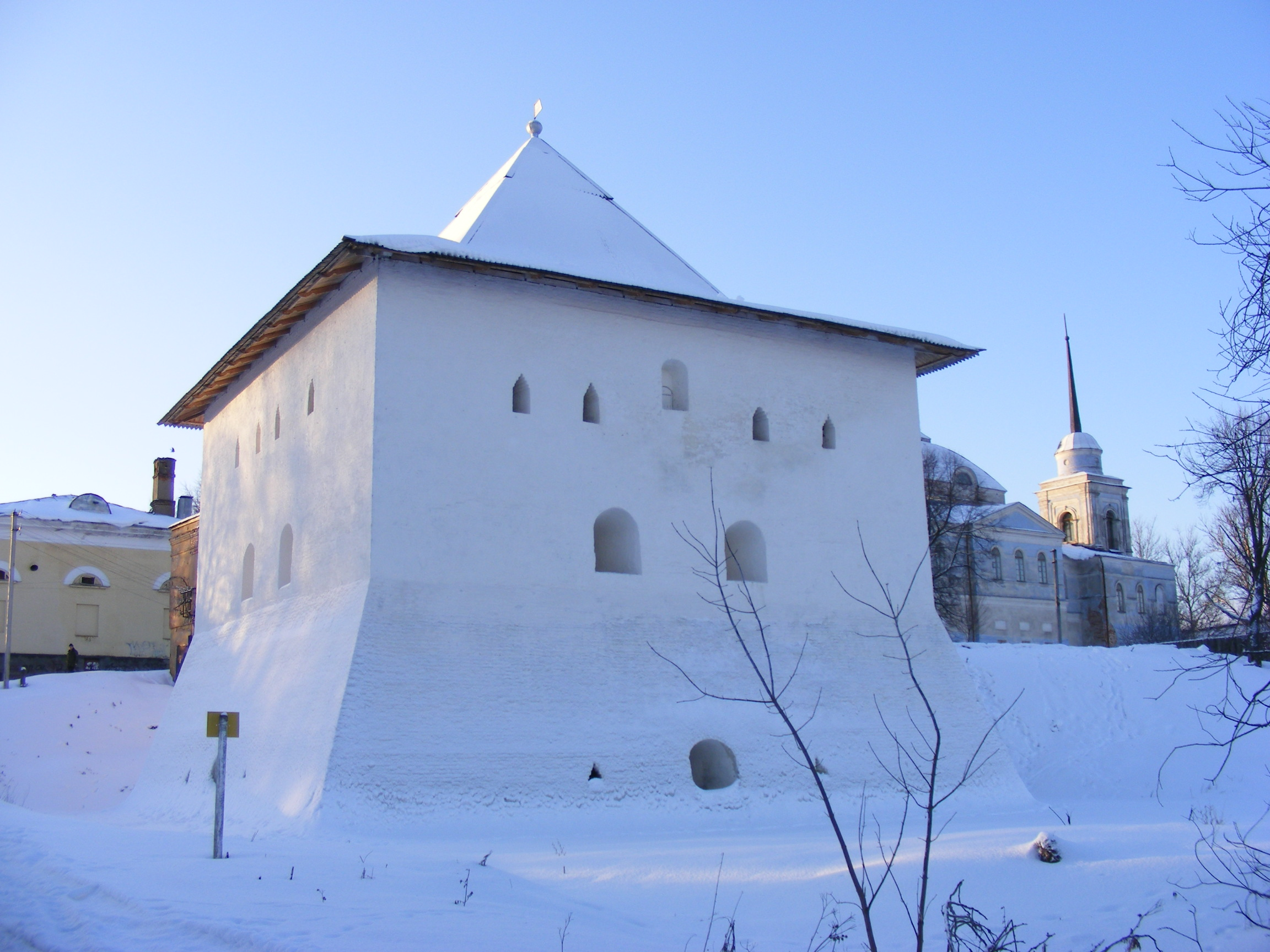
クレムリン唯一の遺構、スパッスカヤ塔

1494年、ヴャジマはモスクワ大公国に占領されその要塞となった。クレムリンの塔のうちスパッスカヤ塔だけが今も残る。さらに2つの重要な修道院が作られ、石造りの聖堂もその中に建てられた。そのうち3つの尖塔のある「スモレンスクのオディギトリアの生神女」のイコンに捧げられた聖堂は1638年に完成したものである。同じ修道院には1656年に遡る聖堂もある。また街の大聖堂は1676年に献堂された。その他多くの聖堂があるが、ほとんどはバロック様式で建てられている。
ヴャジマを舞台にした戦いには、ナポレオンのロシア侵攻の最中の1812年に起こったヴャジマの戦いがある。モスクワから撤退中の37,000人のフランス軍と25,000人のロシア軍が1812年10月22日にヴャジマ近郊で衝突した。ミハイル・ミロラドヴィチ率いる前衛とマトヴェイ・パラトフ率いるコサック部隊がルイ＝ニコラ・ダヴーの率いるフランス軍の最後尾部隊をヴャジマの東方で襲い撤退路を塞いだ。ウジェーヌ・ド・ボアルネとユーゼフ・ポニャトフスキに救援されたダヴーの部隊はロシア軍による包囲を突破した。しかしこの後のフランス軍によるヴャジマ近郊の高地およびヴャジマ市の確保の試みは成功せず、10月22日の夕方までにロシア軍がヴャジマを陥落させ、フランス軍は火を放って退却した。ロシア軍の犠牲2,000人に対し、フランス軍は6,000人を失い2,500人を捕虜にされる大敗を喫した。

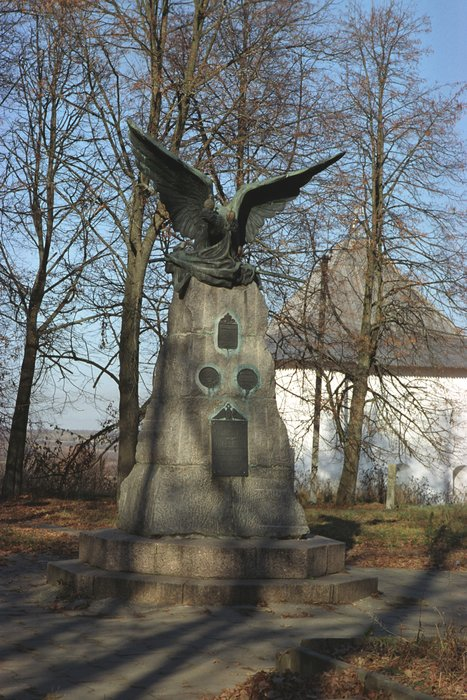
ナポレオンに対する戦勝記念碑

第二次世界大戦（独ソ戦）でもヴャジマは戦場となった。モスクワの戦いの最中、ヴャジマは1941年10月7日にモスクワへ進むドイツ国防軍の手に落ちた。これに対しモスクワ近郊で踏みとどまった赤軍は反撃に出、激しい戦いの後に1943年3月12日にヴャジマを奪還した。街の大半は戦闘で破壊され、戦後に再建された。戦争前に6万を数えた人口は716人にまで減少し、立っていた建物は僅か3つだけだったとされる。今日では鉄道の結節点となり、モスクワ、サンクトペテルブルク、カルーガ、ブリャンスクからの路線が集中する。